# 石川邦大
石川 邦大（いしかわ くにひろ、1961年 - ）は、日本の実業家、T-LIFEホールディングス代表取締役社長、東武トップツアーズ（旧・トップツアー）元代表取締役社長。

## 人物・経歴
1961年生まれ。立教大学法学部を卒業した後、1984年に東急観光（現・東武トップツアーズ）に入社。
同社、海外旅行部中央海外旅行センター長を経て、2006年1月に執行役員旅行業務本部長兼個人旅行事業部長に就任。2007年1月、同社執行役員旅行業務本部長に就任。
2008年1月、同社代表取締役社長に就任。
2015年、タイヘイ旅行グループ顧問に就任。
2018年にT-LIFEホールディングス代表取締役社長に就任。